# کارخانه‌های مهمات‌سازی بنگلادش
کارخانه‌های مهمات‌سازی بنگلادش (انگلیسی: Bangladesh Ordnance Factories) شرکت صنایع جنگ‌افزاری بنگلادشی است، که در سال ۱۹۷۰ توسط ارتش بنگلادش تأسیس شد.